# Prozession

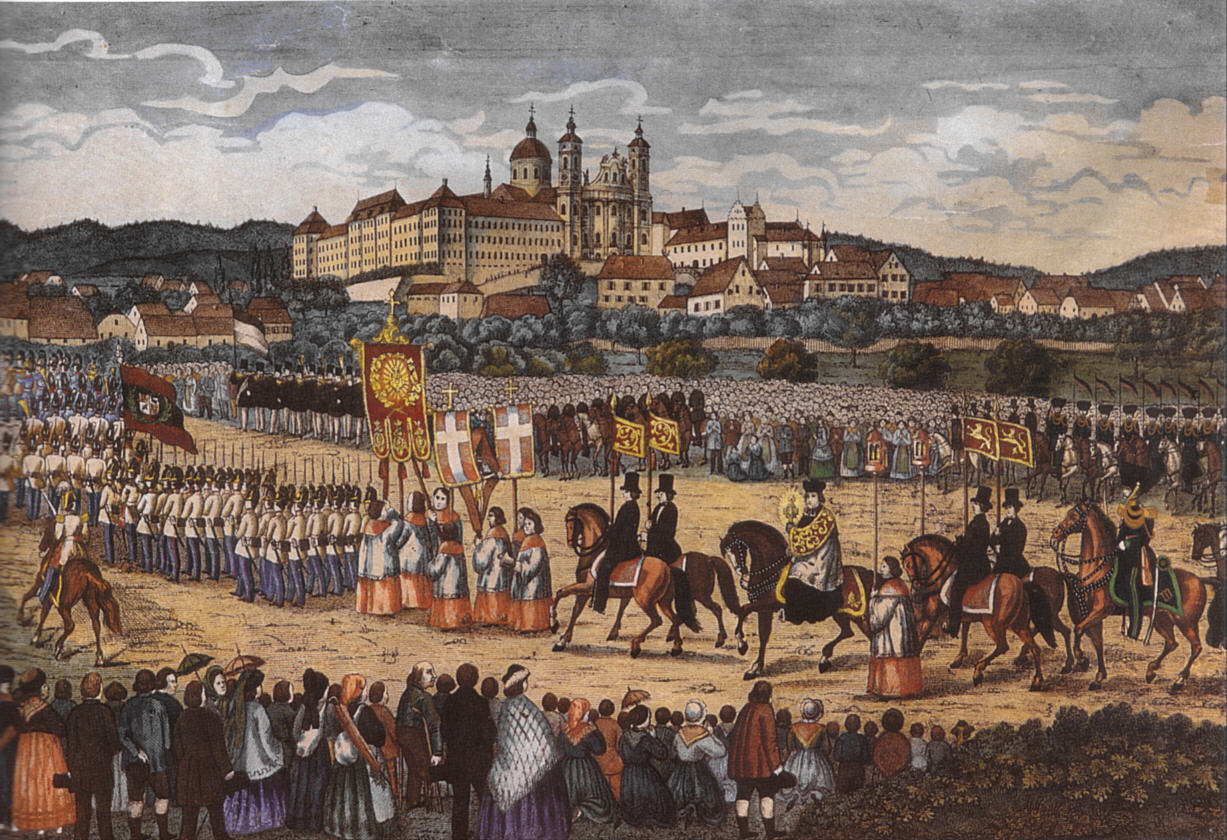
Blutritt in Weingarten, um 1865

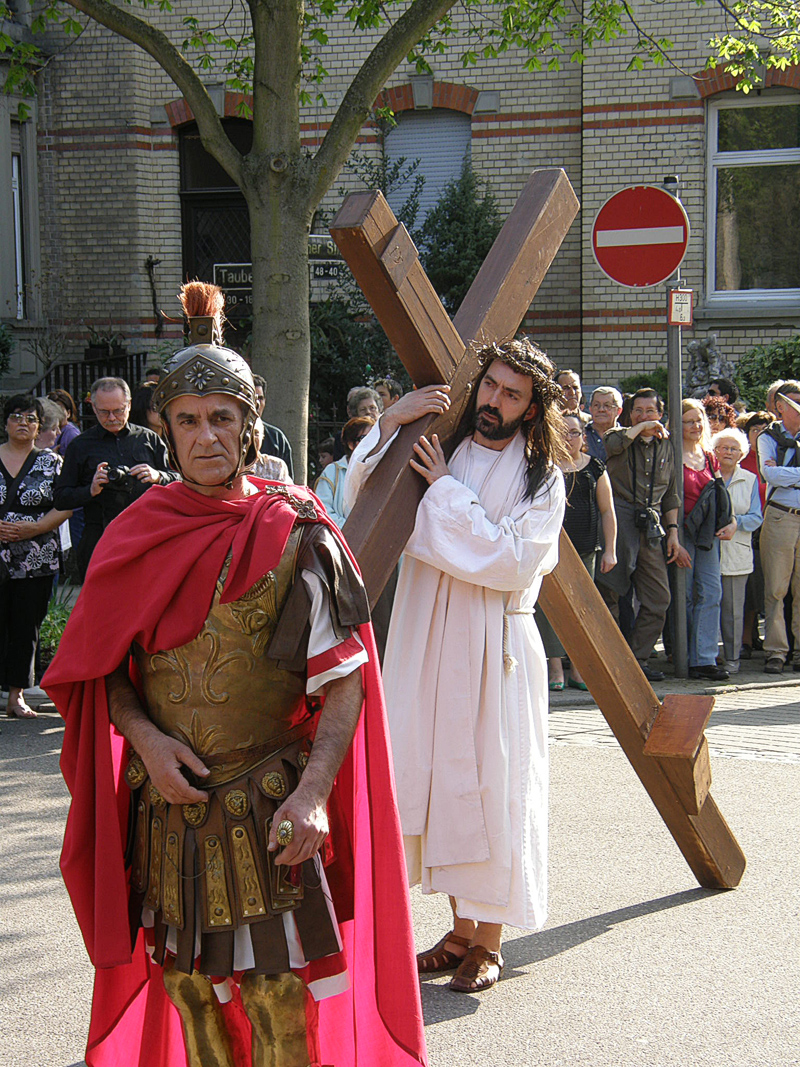
Passionsprozession in Stuttgart-Bad Cannstatt

Eine Prozession (von lateinisch procedere „vorrücken, voranschreiten“; in der Bedeutung „Bittprozession“ auch lateinisch Rogatio, von rogare „beten, bitten“) ist ein religiöses Ritual, bei dem eine Menschengruppe einen nach bestimmten Regeln geordneten feierlichen Umzug oder Umgang, meist zu Fuß, vollzieht. Im säkularen Bereich entsprechen ihr Festzug, Parade, Trauerzug, Demonstration.

## Merkmale
Eine Prozession wird definiert als ein „liturgisches Ab- und Umschreiten“ als „kollektive Gebärde einer Kultgemeinde“, die als Kulthandlung regelmäßig wiederkehrt. Bei einer Wallfahrt stehen dagegen nicht der Vorgang des Schreitens und der Weg, sondern das Ziel im Vordergrund, in der Regel ein Heiligtum. Der ungeordnete Zustrom zu einer Gnadenstätte wurde (im Gegensatz zur geordneten Prozession bzw. Wallfahrt) auch als Geläuf (mittelhochdeutsch gelauf) bezeichnet (Der Obrigkeit war „großes gelauf“, etwa im Jahr 1476 zum Pfeifer von Niklashause, suspekt).
Prozessionen werden seit der Antike in vielen Religionen praktiziert. Kennzeichen einer Prozession sind:
- Beteiligung einer konkreten Gruppe von Gläubigen
- bestimmter, festgelegter Prozessionsweg
- religiöse Dimension der Handlung
- gegebenenfalls Mitführen von Kultgegenständen wie Schrein oder Monstranz
- Festelemente wie Singen
- nach Gruppen geordnetes Gehen.[3]

## Judentum
Simchat Tora, das „Fest der Torafreude“ am letzten Tag der Feiertage nach dem Laubhüttenfest, begehen Juden mit einer Prozession mit den Torarollen, den Hakkafot, die siebenmal durch die Synagoge zieht. Die Träger der Torarollen wechseln, es sollen sich möglichst alle beteiligen, da die Tora der ganzen Gemeinde anvertraut ist (Dtn 33,4 ). Bei der Prozession wird gesungen und getanzt. Am Schluss wird der Segen des Mose über das Volk (Dtn 33,1-25 ) gelesen und der Lobpreis (Beraka) gesprochen, und die erste Torarolle wird in die vier Ecken der Synagoge geschwenkt („vor den Augen von ganz Israel“, Dtn 34,12 ).

## Katholizismus

### Grundtypen von Prozessionen
Man unterscheidet bei den Prozessionen Grundtypen, deren Aspekte sich häufig überschneiden:

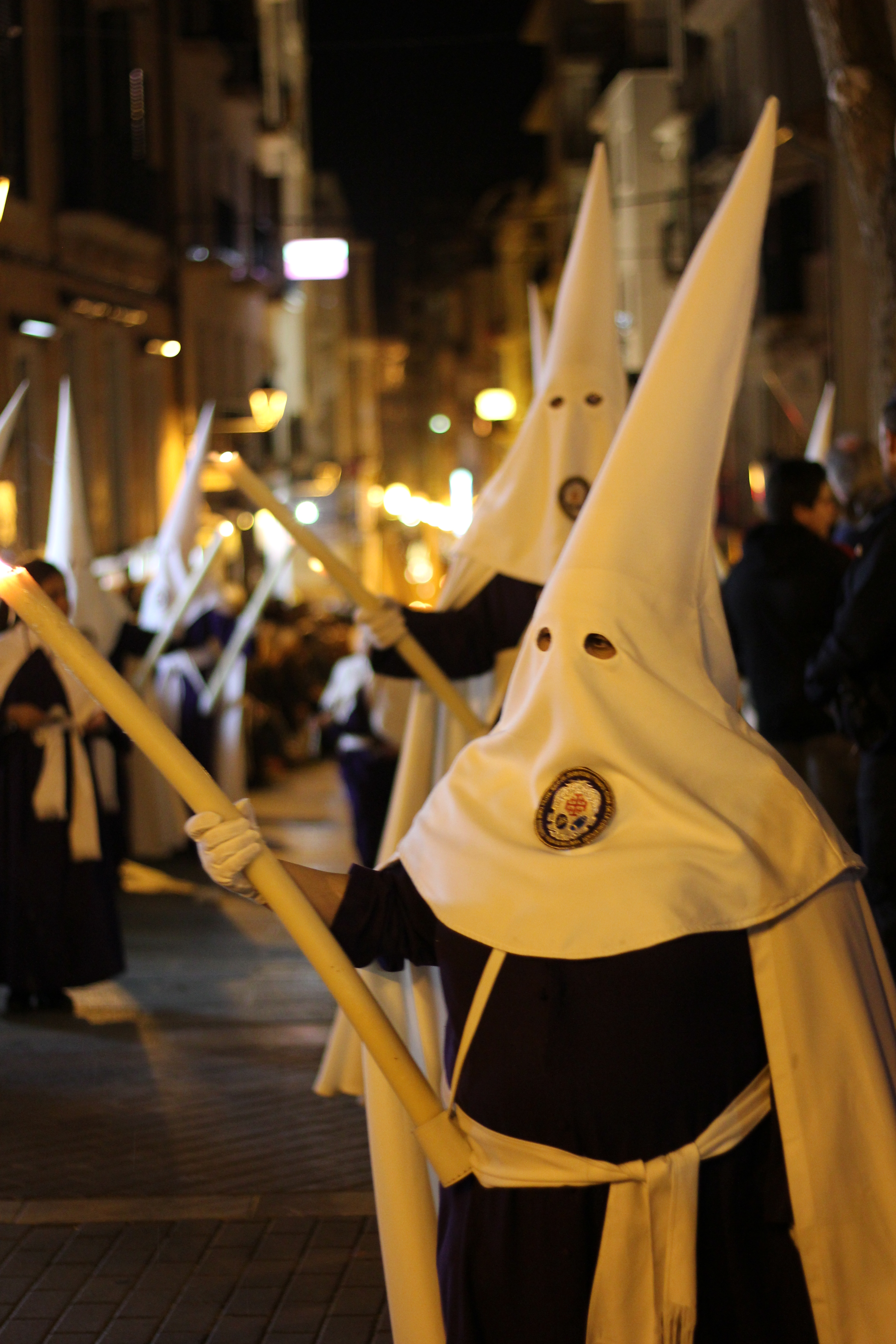
Büßer während der heiligen Woche 2016 in Palma de Mallorca.

- die funktionale Prozession bei der heiligen Messe, z. B. der feierliche Einzug und die Gabenprozession
- die theophorische (die Gottheit oder Göttliches mitführende) Prozession, zum Beispiel des Allerheiligsten in der Fronleichnamsprozession oder einer anderen Sakramentsprozession und die Palmprozession.
- die mimetische Prozession (das Nachahmen eines heilsgeschichtlichen Geschehens), z. B. die Palmprozession, Karfreitagsprozession
- Flurumgänge oder Flurumritte in Anlehnung an germanische Rechts- und Kultbräuche, wonach jeder Grundeigentümer einmal im Jahr seinen Besitz umschreiten musste, um den Besitzanspruch aufrechtzuerhalten oder Gefahren abzuwenden[5], z. B. Flur- oder Bittprozessionen, Hagelprozessionen oder Reiterprozessionen zu Ehren von (Reiter-)Heiligen oder als Osterritt
- die demonstrative Prozession, z. B. das feierliche Geleiten eines neugeweihten Bischofs zum Bischofshaus, die Reliquienprozession zum Andenken und zu Ehren von Heiligen oder die Prozession mit dem Sarg bei der kirchlichen Begräbnisfeier.
- Seit dem Zweiten Vatikanischen Konzil ist auch das Bild von der Kirche als „wanderndem Gottesvolk“ bestimmend geworden, dessen Mitte Christus, das „Brot des Lebens“, ist.

Bei der Fronleichnamsprozession überschneiden sich das theophore (Mitführen des Allerheiligsten in der Monstranz) und das demonstrative Element. Mit dem viermaligen Vortrag des Evangeliums und der Erteilung des sakramentalen Segens in alle Himmelsrichtungen und über die Stadt werden auch Elemente der Flurumgänge aufgenommen. Im Rheinland wird die eucharistische Prozession mancherorts Gottestracht genannt (von mhd. trahte, Substantiv zu tragen).

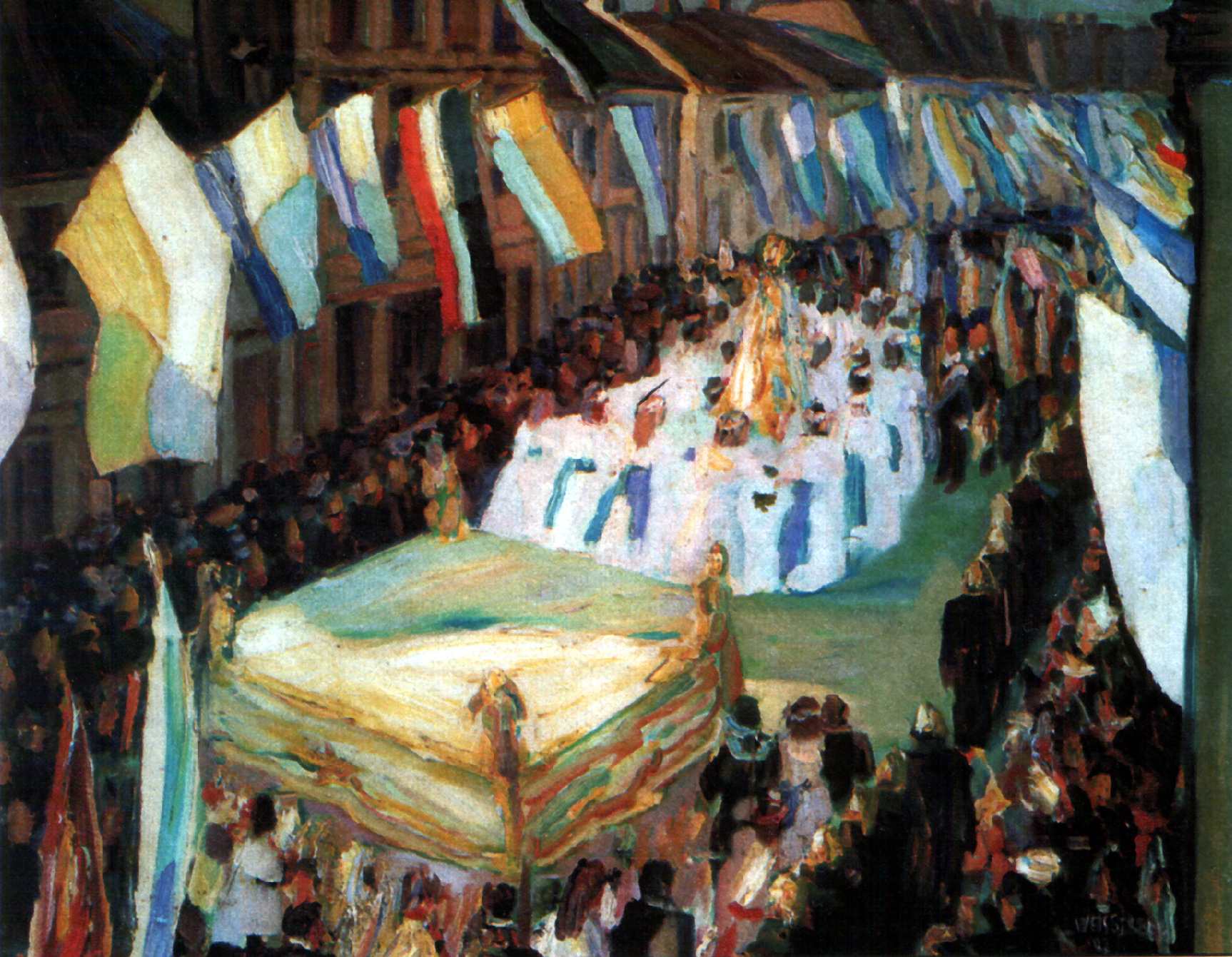
Prozession in St. Ingbert, Albert Weisgerber, 1910

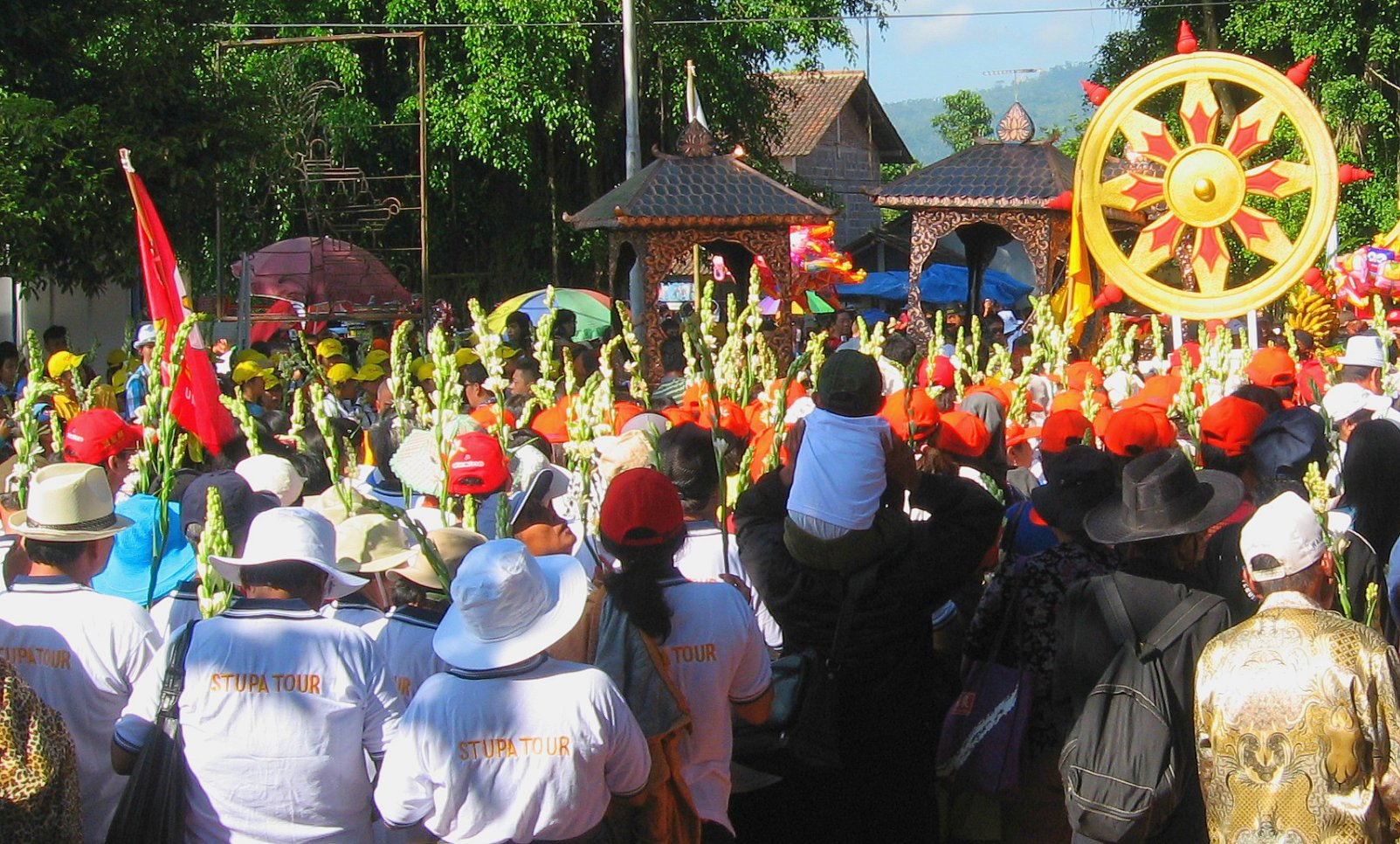
Buddhistische Vesakh-Prozession in Indonesien

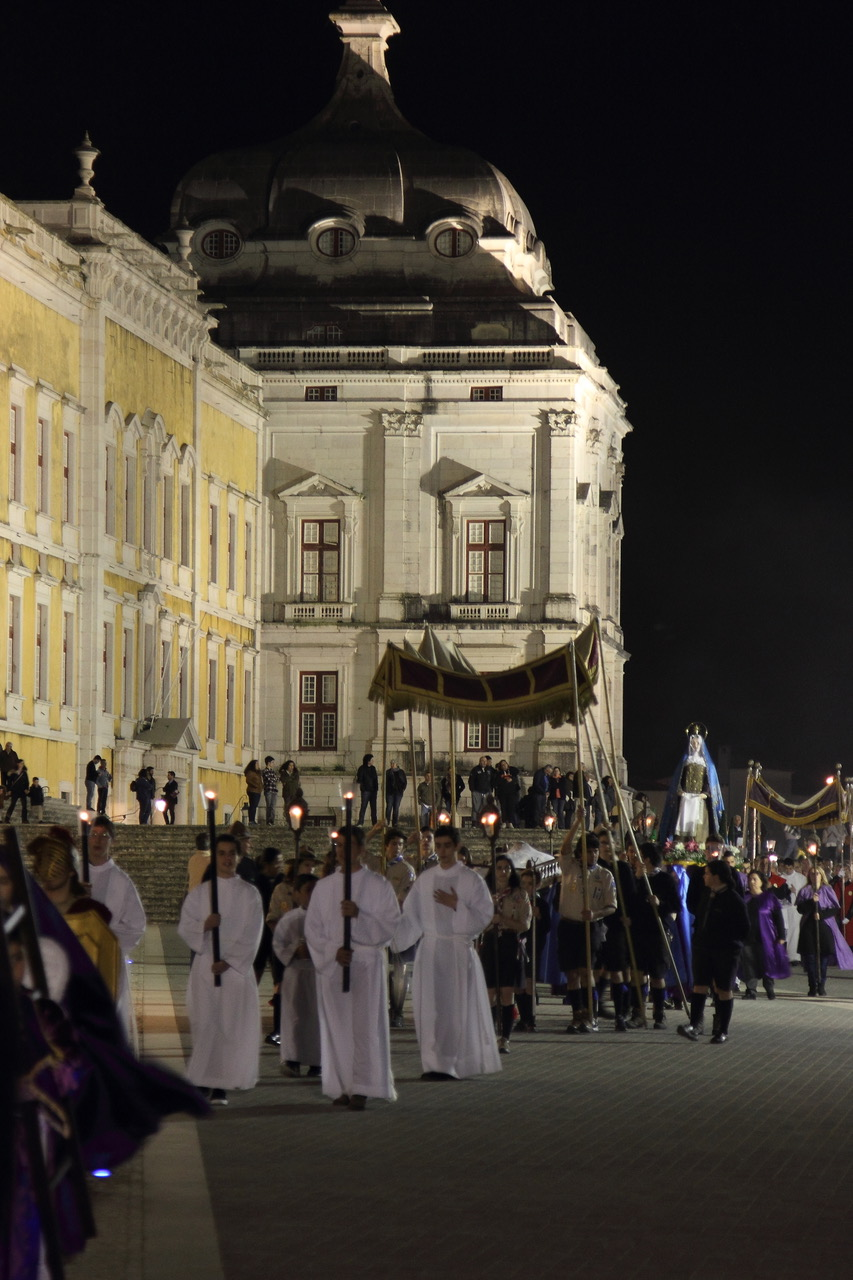
Karfreitagsprozession der Grablegung Christi, Mafra, Portugal

Bei Prozessionen ist der Vorgang des feierlichen Schreitens entscheidend, während es kennzeichnend für Wallfahrten und Pilgerfahrten ist, dass sie zu einem – oftmals weit entfernten – Ziel führen. Wallfahrten werden oft auf dem letzten Stück vor Erreichen des Zieles, etwa dem Weg vom Ortsrand des Wallfahrtsortes zur Wallfahrtskirche, als Prozession gestaltet („Einholen“ der Wallfahrt).

### Sonderformen
Sonderformen der Prozession sind:
1. abendliche Lichterprozessionen, bei denen die Prozessionsteilnehmer Kerzen tragen, häufig an Wallfahrtsorten oder aus Anlass von Festwochen oder Festoktaven
2. die in Oberschwaben, Tirol, im Schwarzwald, im Bayerischen Wald, in der Lausitz und in der Schweiz verbreiteten Reiterprozessionen (Blutritt in Weingarten, Sankt-Jodok-Ritt in Tännesberg, Antlassritt, Kötztinger Pfingstritt, Tölzer Leonhardifahrt, das sorbische Osterreiten, im Rheinland der Gymnicher Ritt, in der Schweiz der Auffahrtsumritt am Fest Christi Himmelfahrt in Altishofen, Beromünster, Ettiswil, Grosswangen, Hitzkirch und Sempach[7]).
3. die Echternacher Springprozession
4. Schiffsprozessionen, z. B. auf dem Chiemsee, dem Staffelsee in Seehausen, auf dem Rhein die Mülheimer Gottestracht in Köln-Mülheim und auf der Mosel in Treis-Karden.
5. Im Tecklenburger Land wird die Bevergerner „Karfriedagsdracht“ praktiziert.

### Ablauf und Gestaltung
Während einer Prozession können Litaneien, Psalmen oder Hymnen gebetet oder gesungen oder der Rosenkranz gebetet werden. Katholische Prozessionen in Mitteleuropa werden oft von Blasmusikkapellen begleitet. Diese intonieren Kirchenlieder oder Prozessionsmärsche, die die Andacht fördern und das gemeinsame Gehen erleichtern sollen. Die Straßenränder und Häuser sind häufig mit Fähnchen, frischen Zweigen und Blumen geschmückt. Im oberbayerischen Alpenvorland und im österreichischen alpenländischen Raum werden anstelle der Prozessionsfähnchen meist rote sogenannte „Ziertücher“, oft mit Goldbordüren versehen, an den Fensterbrettern der Häuser angebracht. Mancherorts werden auf dem Prozessionsweg kunstvolle Blumenteppiche gelegt. Früher waren auch „Triumphbögen“ über dem Weg üblich, heute noch als „Ehrenpforte“ in Mardorf bei Amöneburg in Hessen.
Das Prozessionale war bis zum Zweiten Vatikanischen Konzil das liturgische Buch, das die Prozessionsgesänge enthielt. Heute ist es nicht mehr gebräuchlich.

### Gottesdienst und Kirchbau als Prozession
In seinem Buch Das Kirchenjahr entdecken & erleben bezeichnet der Jesuit Eckhard Bieger (bis 2003 Beauftragter der Katholischen Kirche beim ZDF) es als eine „Grundidee“ des historischen Kirchenbaus, „Gottesdienst als Prozession zu verstehen“. Er nennt es „Prozessionsmodell des abendländischen Gottesdienstes“.

## Hinduismus und Buddhismus

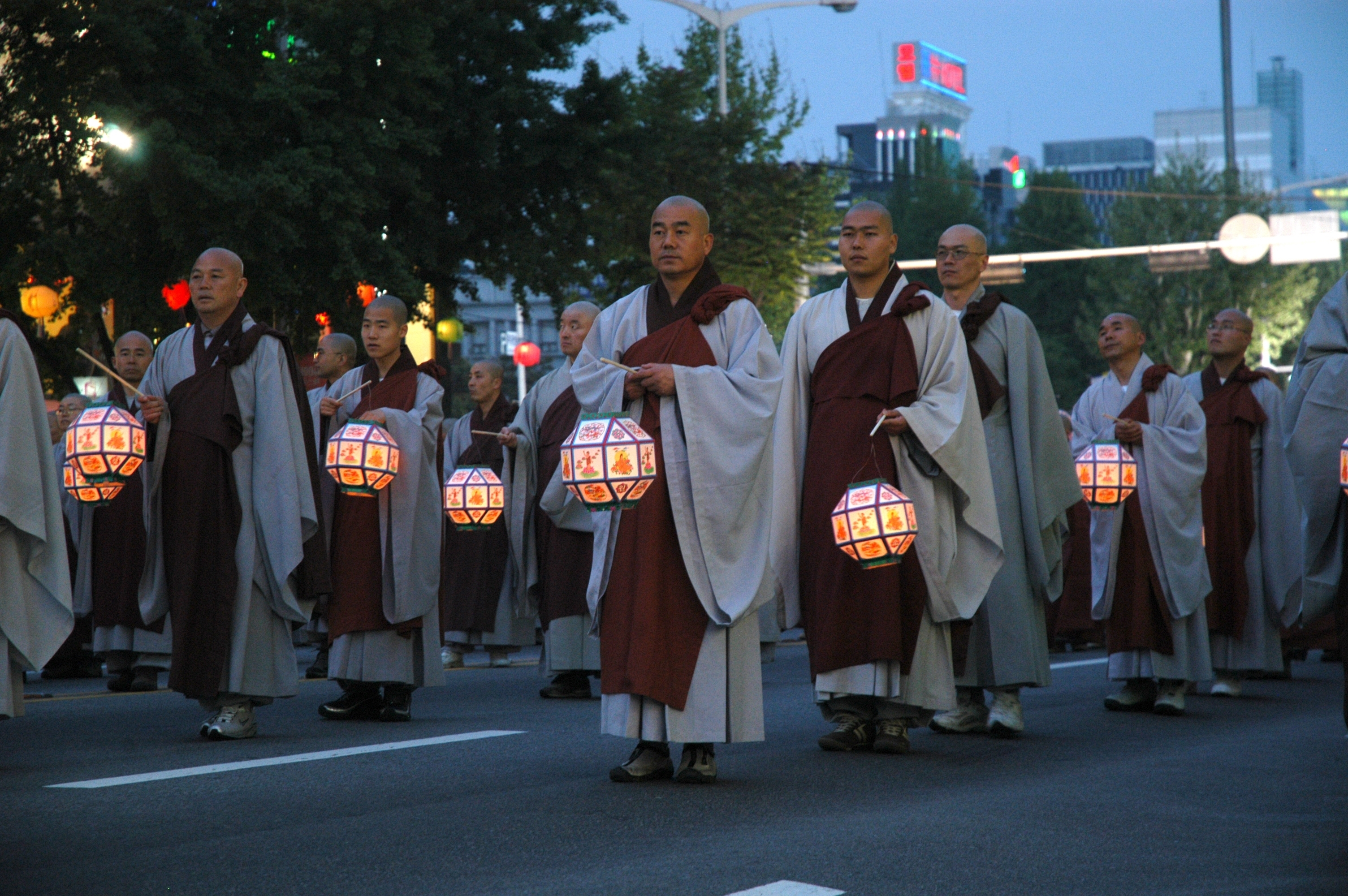
Buddhistische Prozession in Seoul

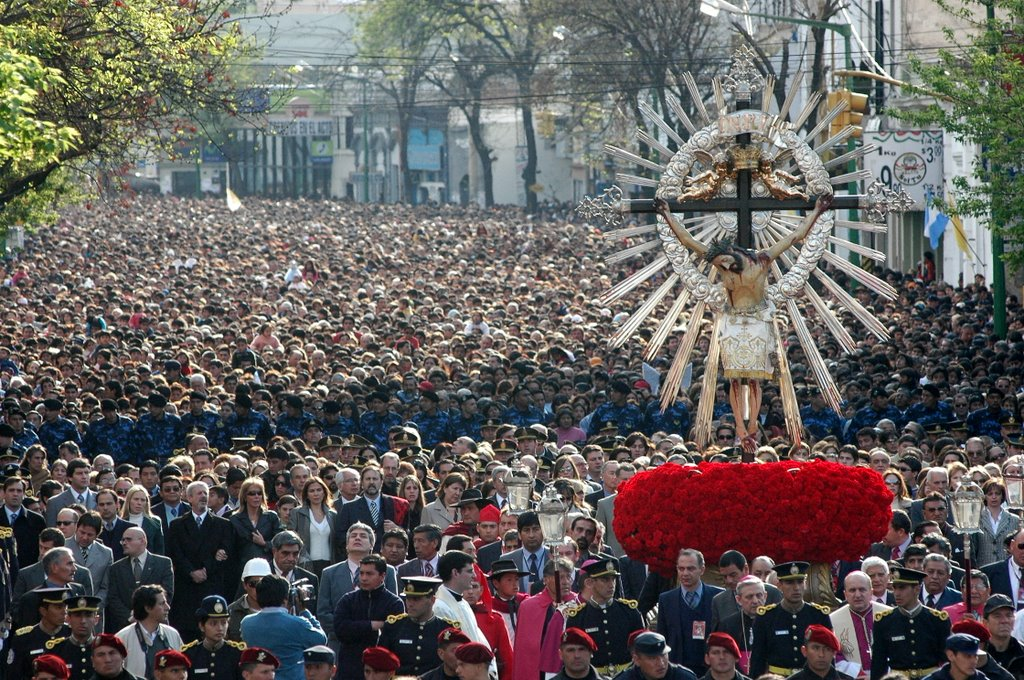
Prozession in Salta, Argentinien

Auch in den asiatischen Religionen, wie z. B. dem Hinduismus oder Buddhismus, sind Prozessionen ein wichtiger Teil des religiösen Lebens.

## Geschichte

### Griechenland
Prozessionen waren wichtige Teile mehrerer antiker Kulte. Das bekannteste Beispiel ist die Panathenäen-Prozession von Athen auf die Akropolis.

### Rom
Die in festgelegter Reihenfolge der Beteiligten durchgeführte Pompa zu Beginn von Zirkusveranstaltungen (pompa circensis) oder Theateraufführungen (pompa theatri) war seit dem 1. Jahrhundert v. Chr. fester Bestandteil des öffentlichen Lebens. Ebenso gab es Trauerzüge (pompa funebris) bei Begräbnisfeierlichkeiten. Kaiserliche Triumphzüge (pompa triumphalis) bildeten einen wichtigen Teil des politischen Lebens des Dominats.
Im Osten wurden sie seit dem Ende des 4. Jahrhunderts selten, öffentliche Auftritte des Kaisers fanden nun vor allem in der Rennbahn, dem byzantinischen Äquivalent des Fußballstadions, statt.

### Christlicher Osten
Den christlichen Autoren galten die heidnischen Prozessionen (pompae) als heidnische Sitte, der man wegen des Kaiser- und Vielgötterkultes als gläubiger Christ fernzubleiben hätte (siehe pompa diaboli). Zu Ostern fand jedoch in christlichen Gemeinden seit spätestens dem 4. Jh. eine Prozession an der Grabeskirche in Jerusalem statt. Prozessionen gab es auch bei der Überführung von Reliquien, wie Johannes Chrysostomos etwa für 398 und 403 (Phokas von Pontos) beschreibt. Die Teilnehmerzahl solcher Prozessionen war ein wichtiger Anhaltspunkt für die Stärke innerkirchlicher Fraktionen. Eine reiche Ausstattung konnte die Anziehung der jeweiligen Glaubensrichtung durchaus stärken. Auch die Überführung der Reliquien des Chrysostomus 438 war von einer Prozession begleitet.
626 fand eine Prozession um die Mauern von Konstantinopel statt, um einen Angriff der Awaren und Perser abzuwehren, angeführt von dem Patriarchen Sergios (610–638), der eine Ikone mit dem Abbild Christi trug. Seit dem Beginn des 9. Jh. wurde bei solchen Prozessionen der Mantel der Gottesmutter aus der Kirche Theotokos in den Blachernen mitgeführt.
Unter dem Patriarchen Timothäus sind für Konstantinopel ab 511 durch Theodor Lektor regelmäßige wöchentliche Prozessionen nachgewiesen, in diesem Falle zu der Kirche Theotokos Chalkoprateia.

### Spätantike
Um 470 hielt Mamertus, wie es durch einen Brief von Sidonius Apollinaris belegt ist, eine Prozession in Vienne ab, die vermutlich um die Stadtmauern führte.
Die erste schriftlich belegte Prozession in Rom fand 590 unter der Leitung von Gregor dem Großen nach Santa Maria Maggiore statt und sollte die Pest abwehren.

### Monographien und Aufsätze
- Leslie Brubaker: Topography and public space in Constantinople. In: Mayke de Jong, Francis Theuws (Hrsg.): Topographies of power in the early Middle Ages. Brill, Leiden 2001, ISSN 1386-4165 (Transformation of the Roman World, Bd. 6).
- Sabine Felbecker: Die Prozession. Historische und systematische Untersuchungen zu einer liturgischen Ausdruckshandlung. (= Münsteraner theologische Abhandlungen 39) Altenberge 1995, ISBN 978-3893751143 (743 S.).
- Liutgard Gedeon: Prozessionen in Frankfurt am Main. In: Archiv für mittelrheinische Kirchengeschichte, 52 (2000), S. 11–53.
- Peter Kritzinger: The Cult of Saints and Religious Processions in Late Antiquity and the Early Middle Ages. In: Sarris Peter u. a. (Hrsg.): An Age of Saints? Brill, Leiden 2011, S. 36–48.
- Lena Krull: Prozessionen in Preußen. Katholisches Leben in Berlin, Breslau, Essen und Münster im 19. Jahrhundert. Ergon Verlag, Würzburg 2013, ISSN 2195-1306, ISBN 978-3-89913-991-4 (Religion und Politik, Bd. 5).
- Wolfgang Meurer (Hrsg.): Volk Gottes auf dem Weg. Bewegungselemente im Gottesdienst. Matthias Grünewald Verlag, Mainz 1989, ISBN 3-7867-1433-9.
- Stéphane Verhelst: Les processions du cycle annuel dans la liturgie de Jérusalem. In: Bollettino della Badia Greca di Grottaferrata III s. 11 (2014) 217–253.
- Dieter J. Weiß: Prozessionsforschung und Geschichtswissenschaft. In: Jahrbuch für Volkskunde, N.F. 27 (2004), S. 63–79.
- Wilhelm Wörmann: Alte Prozessionsgesänge der Diözese Münster. Diss., Universität Münster 1949.

### Lexikonartikel
- Prozession. In: Theologische Realenzyklopädie (TRE). Band 27, de Gruyter, Berlin / New York 1997, ISBN 3-11-015435-8, S. 591–597.
- Anton Quack: Prozession. I. Religionsgeschichtlich. In: Walter Kasper (Hrsg.): Lexikon für Theologie und Kirche. 3. Auflage. Band 8. Herder, Freiburg im Breisgau 1999, Sp. 678 f.
- Sabine Felbecker: Prozession. II. Liturgisch. In: Walter Kasper (Hrsg.): Lexikon für Theologie und Kirche. 3. Auflage. Band 8. Herder, Freiburg im Breisgau 1999, Sp. 679 f.
- Fred G. Rausch: Prozession. III. Frömmigkeitsgeschichtlich. In: Walter Kasper (Hrsg.): Lexikon für Theologie und Kirche. 3. Auflage. Band 8. Herder, Freiburg im Breisgau 1999, Sp. 680 f.

## Siehe auch

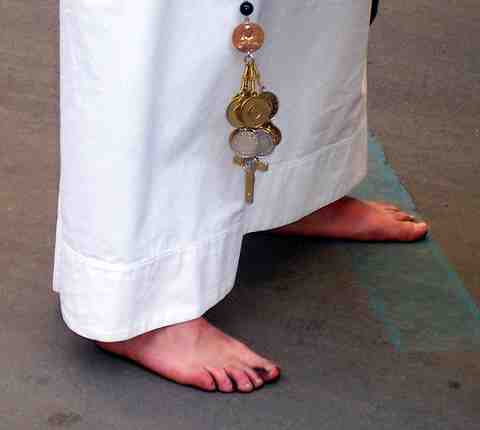
Barfüßige Perdoni in Tarent